# Tysk kejser (Tyske Kejserrige)
Denne side handler om Det Tyske Kejserriges kejsere. For liste over Tysklands monarker før 1871, se Tysk-romersk kejser.
 For alternative betydninger, se Tysk kejser. (Se også artikler, som begynder med Tysk kejser)
Tysk kejser (tysk: Deutscher Kaiser) var den officielle titel for det Tyske Kejserriges statsoverhoved. Titlen blev indført ved den tyske forfatning, der trådte i kraft ved Tysklands samling den 1. januar 1871 og bestod indtil Kejser Wilhelm 2. abdicerede den 28. november 1918 efter Kejserrigets nederlag i 1. verdenskrig. Efter den tyske revolution i 1918 var statsoverhovedet rigspræsidenten (tysk: Reichspräsident), med Friedrich Ebert som den første.
Titlen gik i arv, da den var bundet til titlen som konge af Preussen, således at den preussiske konge automatisk var kejser. Titlen var en nyskabelse, idet statsoverhovederne i det forgangne Tysk-romerske rige, der blev opløst i 1806, ganske vist også blev betegnet som tyske kejsere, men altid betegnet og forstået som Tysk-romerske kejsere.

## Historie

### Tyske Imperium (1848–49)
Efter de tyske revolutioner i 1848 og ved oprettelsen af det kortlivede Tyske Imperium (1848-1849), blev Kong Frederik Wilhelm 4. af Preussen tilbudt titlen “Tyskernes Kejser” (tysk: Kaiser der Deutschen) af Frankfurterparlamentet i 1849. Han afslog titlen og kaldte den en “krone fra rendestenen” (tysk: Krone aus der Gosse), da han ikke mente et folkevalgt parlament havde ret til at give titlen. Frederik Wilhelm mente, at det kun var de tyske fyrster, der kunne give denne titel i overensstemmelse med traditionen i Det tysk-romerske Rige.

### Oprettelse af kejsertitlen
Titlen "kejser" var nøje besluttet af den preussiske ministerpræsident og kansler i Det Nordtyske Forbund Otto von Bismarck. Den første kejser, Kejser Wilhelm 1. af Tyskland accepterede modstræbende titlen; han havde foretrukket "Tysklands Kejser" (tysk: Kaiser von Deutschland), men denne titel ville have været uacceptabel for de sydtyske monarker, ligesom titlen ville antyde krav på tysktalende områder udenfor riget (Østrig, Schweiz, Luxemborg m.v.).
"Tyskernes Kejser" som Frankfurterparlamentet havde foreslået i 1849 var blevet afvist af Wilhelm, da han anså sig som en monark, der regerede med "Guds nåde", d.v.s. en guddommelig ret til tronen, og ikke som en folkevalgt monark. Kejser Wilhelm 1. var endvidere bekymret over, at titlen syntes kunstig på samme måde som Napoleons kejsertitel, da titlen var skabt ved en forfatning, ligesom han ikke ønskede, at titlen skulle overskygge den preussiske krone. Wilhelm blev kronet som kejser den 18. januar 1871 i Versaillesslottet lidt uden for Paris under belejringen af Paris.
Siden 1867 havde titlen som præsident for Bundespräsidium i Det Nordtyske Forbund tilfaldet Preussens konger. Den nye forfatning af 1. januar 1871, der var vedtaget af Rigsdagen den 9. december og Bundesrat den 10. december 1870, ændrede det Nordtyske Forbund til Det Tyske Rige (tysk: Deutsches Reich). Dette rige var et føderalt monarki; kejseren var statsoverhoved og præsident for føderationens monarker, herunder kongerne og hertugerne i Bayern, Württemberg, Sachsen, Baden, Mecklenburg-Schwerin m.fl. og fristaterne (Hamborg, Lübeck og Bremen).
Under kejserrigets forfatning var riget en føderation af stater under den permanente ledelse af Preussens konge. Kejserrigets krone var således direkte knyttet til den preussiske krone, hvilket Wilhelm 2. måtte konstatere i efterspillet efter 1. verdenskrig. Wilhelm 2. troede fejlagtigt, at han regerede et rige i personalunion med Preussen. Ved krigens afslutning måtte han indse, at han ikke kunne forblive Tysklands kejser, men han forventede dog, at han kunne beholde den preussiske krone. Kejserrigets sidste kansler, Prins Max af Baden, vidste, at det var juridisk umuligt, og han annoncerede Wilhelms abdikation af begge troner den 9. november, to dage før våbenhvilen. Wilhelm 2. drog herefter i eksil i Nederlandene senere om aftenen. Først den 28. november 1918 opgav Wilhelm endegyldigt kravet på tronerne.

## Tyske kejsere (1871–1918)
I alt tre personer var kejser gennem Kejserrigets 47 år lange historie. Alle tre var medlemmer af Hohenzollern-slægten, og hver af dem var ældste søn af deres forgænger.
| Navn                    | Født             | Død                      | Tiltrådt       | Ophørt                                            | Noter                                                      | Familie      | Billede |
| ----------------------- | ---------------- | ------------------------ | -------------- | ------------------------------------------------- | ---------------------------------------------------------- | ------------ | ------- |
| Wilhelm 1. af Tyskland  | 22. marts 1797   | 9. marts 1888 (alder 90) | 1. januar 1871 | 9. marts 1888 (17 år og 68 dage)                  | Var endvidere Præsident for Det Nordtyske Forbund fra 1867 | Hohenzollern |         |
| Frederik 3. af Tyskland | 18. oktober 1831 | 15. juni 1888 (alder 56) | 9. marts 1888  | 15. juni 1888 (0 år og 98 dage)                   | Søn af Wilhelm 1.                                          | Hohenzollern |         |
| Wilhelm 2. af Tyskland  | 27. januar 1859  | 4. juni 1941 (alder 82)  | 15. juni 1888  | 28. november 1918 (abdiceret) (30 år og 166 dage) | Barnebarn til Wilhelm 1. Søn af Frederik 3.                | Hohenzollern |         |

## Galleri
- Portrætter
- Kejser Wilhelm 1. (1871-88)
- Kejser Frederik 3. (99 dage i 1888)
- Kejser Wilhelm 2. (1888-1918)